# Asuncion (Davao del Norte)
Asuncion is een gemeente in de Filipijnse provincie Davao del Norte op het eiland Mindanao. Bij de laatste census in 2007 had de gemeente bijna 51 duizend inwoners.

## Geografie

### Bestuurlijke indeling
Asuncion is onderverdeeld in de volgende 26 barangays:
| - Binancian - Buan - Buclad - Cabaywa - Camansa - Cambanogoy - Camoning - Canatan - Concepcion - Doña Andrea - Igangon - Kipalili - Magatos | - Mamangan - Napungas - New Bantayan - New Loon - New Santiago - Pamacaun - Sabangan - Sagayen - San Vicente - Santa Filomena - Santo Niño - Sawata - Sonlon |

## Demografie
Asuncion had bij de census van 2007 een inwoneraantal van 50.731 mensen. Dit zijn 3.821 mensen (8,1%) meer dan bij de vorige census van 2000. De gemiddelde jaarlijkse groei komt daarmee uit op 1,09%, hetgeen lager is dan het landelijk jaarlijks gemiddelde over deze periode (2,04%). Vergeleken met de census van 1995 is het aantal mensen met 6.281 (14,1%) toegenomen.

De bevolkingsdichtheid van Asuncion was ten tijde van de laatste census, met 50.731 inwoners op 297,39 km², 170,6 mensen per km².